# Pontianus von Spoleto

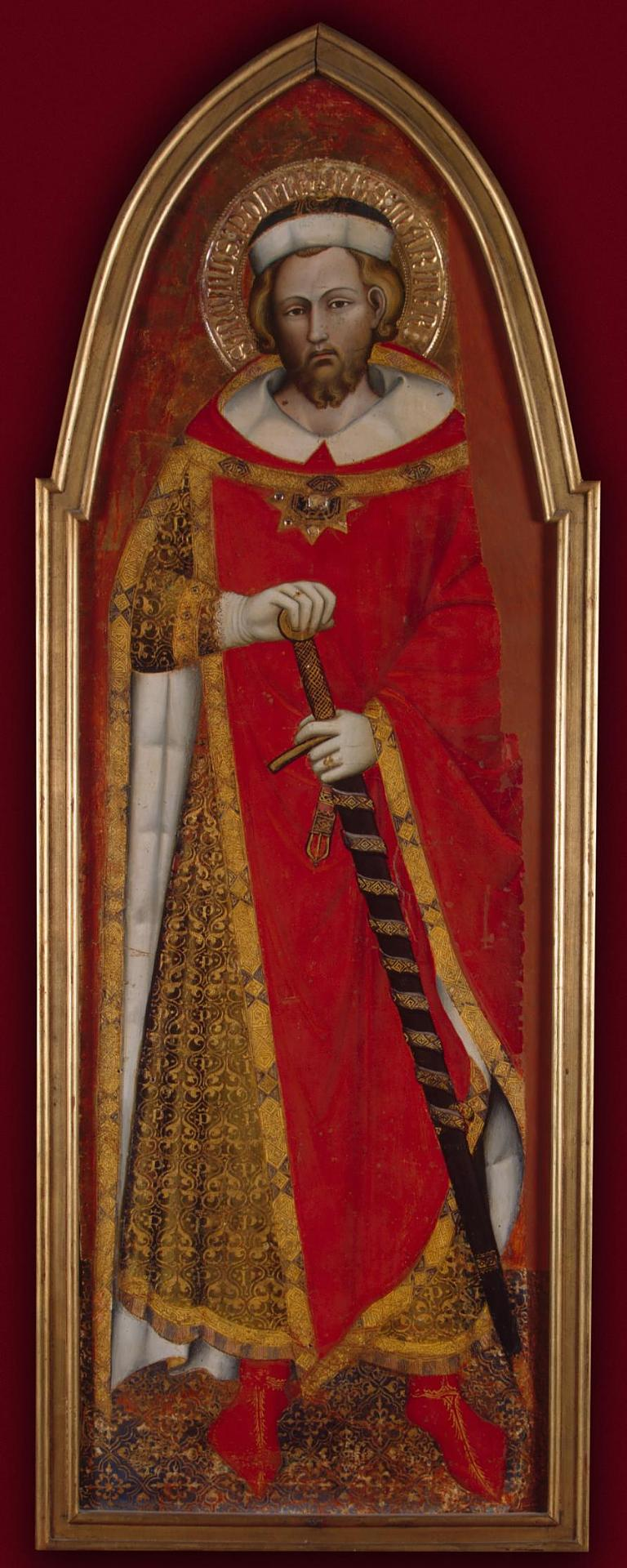
Pontianus von Spoleto

Pontianus von Spoleto († 169 in Spoleto) war ein christlicher Märtyrer und Heiliger.
Das Martyrium des Pontianus wird in die Regierungszeit des Kaisers Mark Aurel datiert; die Bollandisten nahmen allerdings an, dass der Tod des Pontianus bereits 159 unter Antoninus Pius erfolgt sei. Pontianus sei vor seinem Tod verschiedensten Foltern unterworfen worden: Zunächst sei er auf Befehl des Richters Fabianus gegeißelt und dann gezwungen worden, auf glühenden Kohlen zu gehen. Dann sei er mit eisernen Krallen gefoltert, den Löwen vorgeworfen worden, die ihm aber nichts getan hätten. Anschließend sei ihm jede Nahrung verweigert und flüssiges Blei in den Hals gegossen worden. All dies habe dem Pontianus jedoch nichts anhaben können, sodass er am Ende enthauptet wurde.

## Verehrung
Pontianus wurde vor den Toren Spoletos bestattet. Über seinem Grab wurde später die Kirche San Ponziano und ein Kloster errichtet. 966 veranlasste Balderik, der Bischof von Utrecht, Kaiser Otto I., dass ein Arm des Pontianus als Reliquie nach Utrecht transferiert wurde. Am 19. Januar wird des Martyriums des Heiligen gedacht, am 14. Januar der Transferierung. Pontianus ist Stadtpatron von Spoleto und wird zum Schutz vor Erdbeben angerufen. Die Utrechter Reliquien gelangten nach der Reformation in den Besitz der Altkatholiken. 1994 wurden sie teilweise wieder nach Spoleto zurückverbracht.